# 黎耀輝
黎耀輝，(1962年4月17日—)香港电影摄影师，经常合作的导演是刘伟强。曾分别凭借《2046》、《傷城》和《武俠》三次获得香港電影金像獎最佳攝影獎。

## 摄影作品
- 《武侠》 导演：陈可辛
- 《十月围城》导演：陈德森
- 《伤城》导演：刘伟强/麦兆辉
- 《头文字D》导演：刘伟强 麦兆辉
- 《2046》 导演：王家卫
- 《无间道》 导演：刘伟强/麦兆辉
- 《卧虎》 导演： 王光利/麦子善
- 《落叶归根》 导演：张扬
- 《天生一对》 导演：罗永昌
- 《爱有来生》 导演：俞飞鸿
- 《投名状》导演：陈可辛
- 《天上人间》 导演：余力为
- 《古惑仔》 导演：刘伟强
- 《金鸡》 导演：赵良骏[1]